# Cynops cyanurus
Espèce
Synonymes
- Hypselotriton cyanurus Liu, Hu & Yang, 1962

Statut de conservation UICN

 LC  : Préoccupation mineure
Cynops cyanurus est une espèce d'urodèles de la famille des Salamandridae.

## Répartition
Cette espèce est endémique du Guizhou en République populaire de Chine. Elle se rencontre vers 1 790 m d'altitude.

## Publication originale
- Liu, Hu & Yang, 1962 : Preliminary report of Amphibia from western Kweichow. Acta Zoologica Sinica (Dong wu xue bao), Beijing, vol. 14, p. 381-392.